# Barberini - Fontana di Trevi

Barberini - Fontana di Trevi is een ondergronds metrostation aan de lijn A van de metro van Rome dat op 16 februari 1980 werd geopend als onderdeel van het initiële deel van de lijn.

## Geschiedenis
In het metroplan van 1941 waren stations opgenomen ten westen van de Piazza Barberini bij de Largo del Tritone aan lijn C, en ten oosten bij de Largo di Santa Sussana aan lijn A. Na de Tweede Wereldoorlog werden de metroplannen aangepast en in het tracébesluit van 1959 kwam het station van lijn A onder de Piazza Barberini te liggen, terwijl lijn C uit de plannen verdween. De bouw van lijn A begon in 1963, in het voorjaar van 1979 werd het station opgeleverd en in juni werd de lijn officieel geopend.  Het reizigersverkeer begon echter pas begin 1980 als gevolg van technische problemen. Op 21 maart 2019 vond een roltrapincident plaats en werd het station enkele uren gesloten, twee dagen later volgde sluiting voor onbepaalde tijd. Vergelijkbare ongelukken hadden zich voorgedaan op 22 februari 2019 in station Policlinico en op 23 oktober 2018 in station Repubblica. In Repubblica stortte de roltrap zelfs in waarbij meer dan 20 gewonden vielen. Barberini werd op 4 februari 2020 heropend voor uitstappers en sinds 15 mei 2020 kunnen ook instappers het station weer gebruiken.

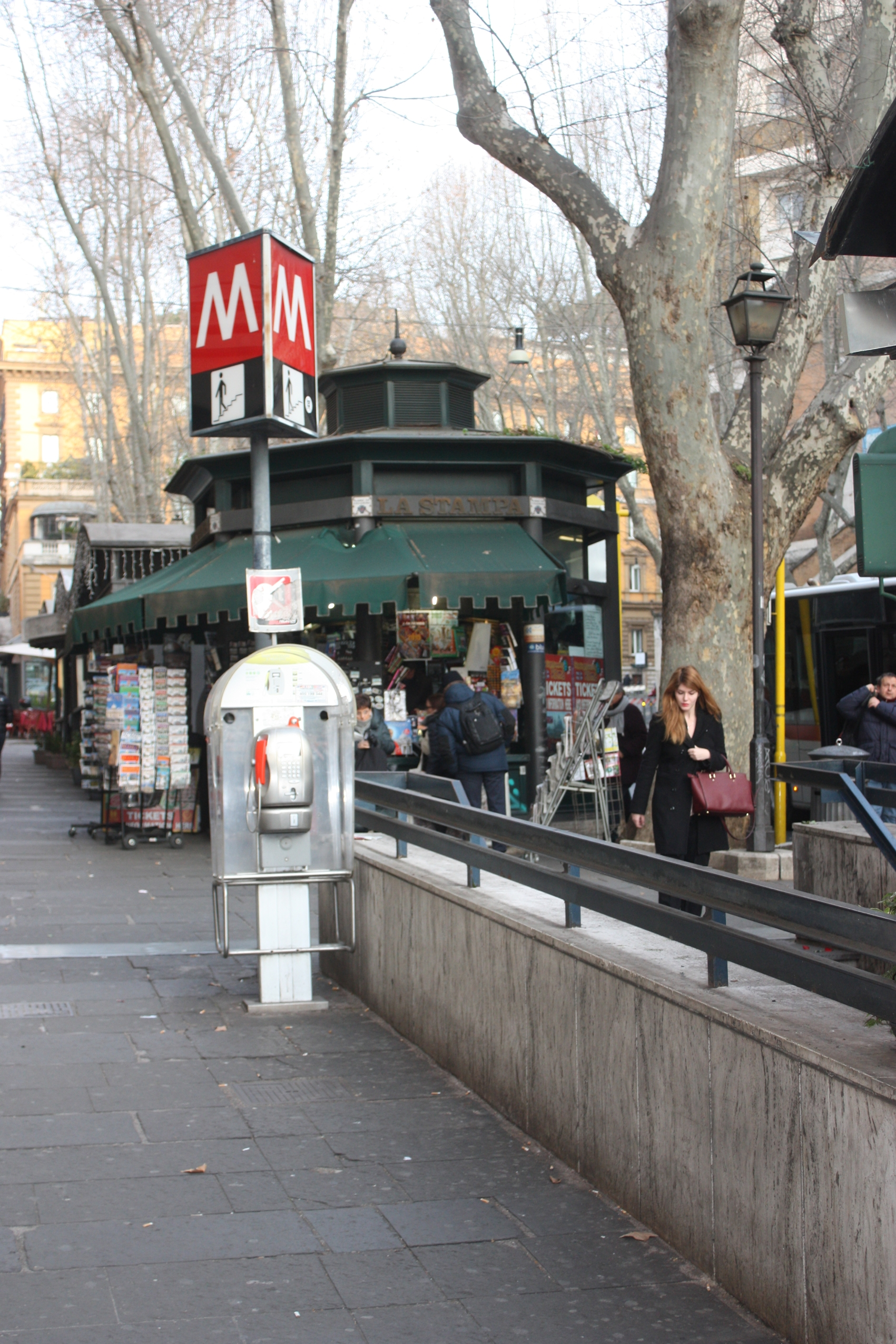
De toegang bij de kiosk aan de Via Vittorio Veneto
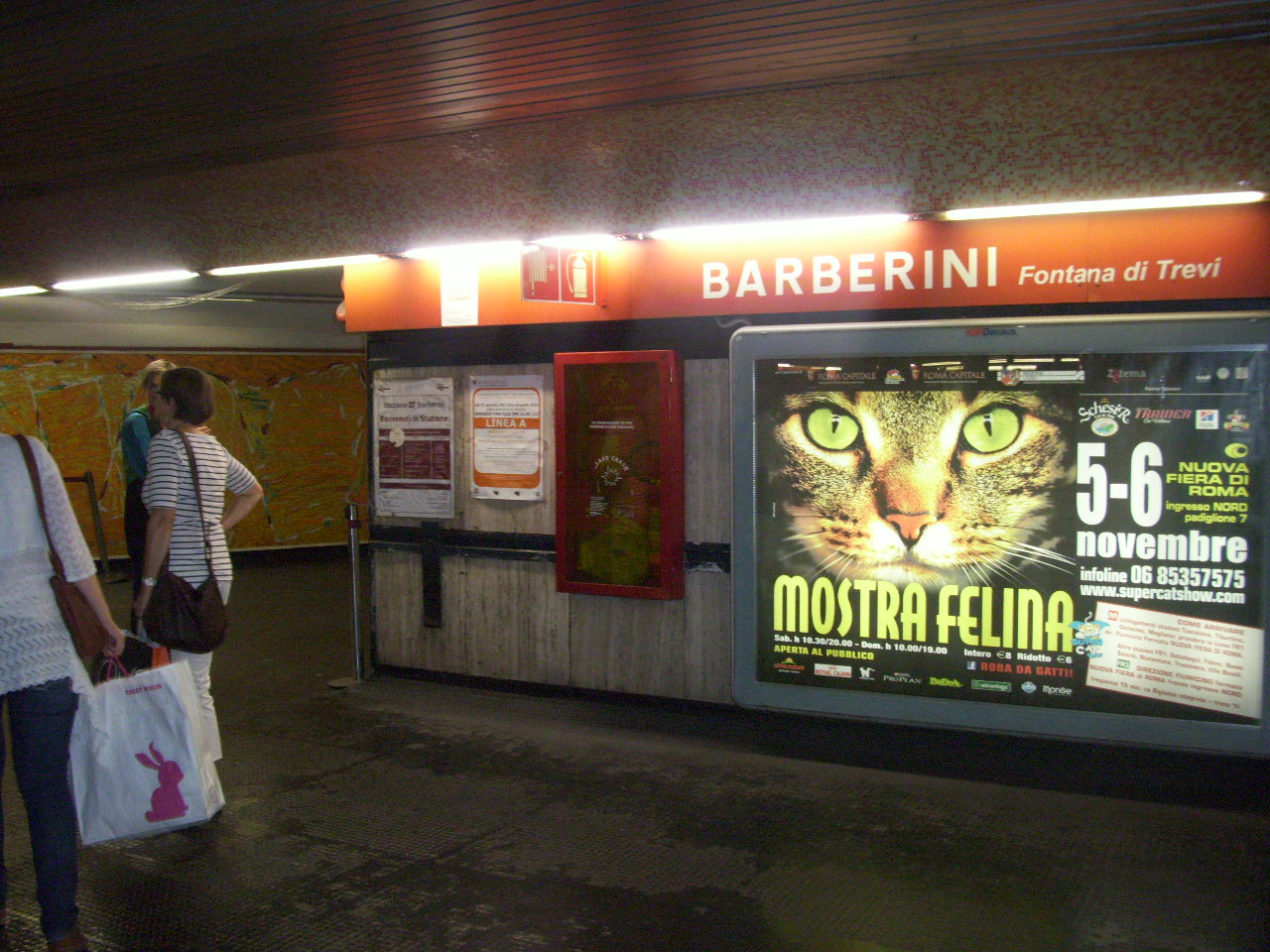
De verdeelhal met links een van de mozaïeken
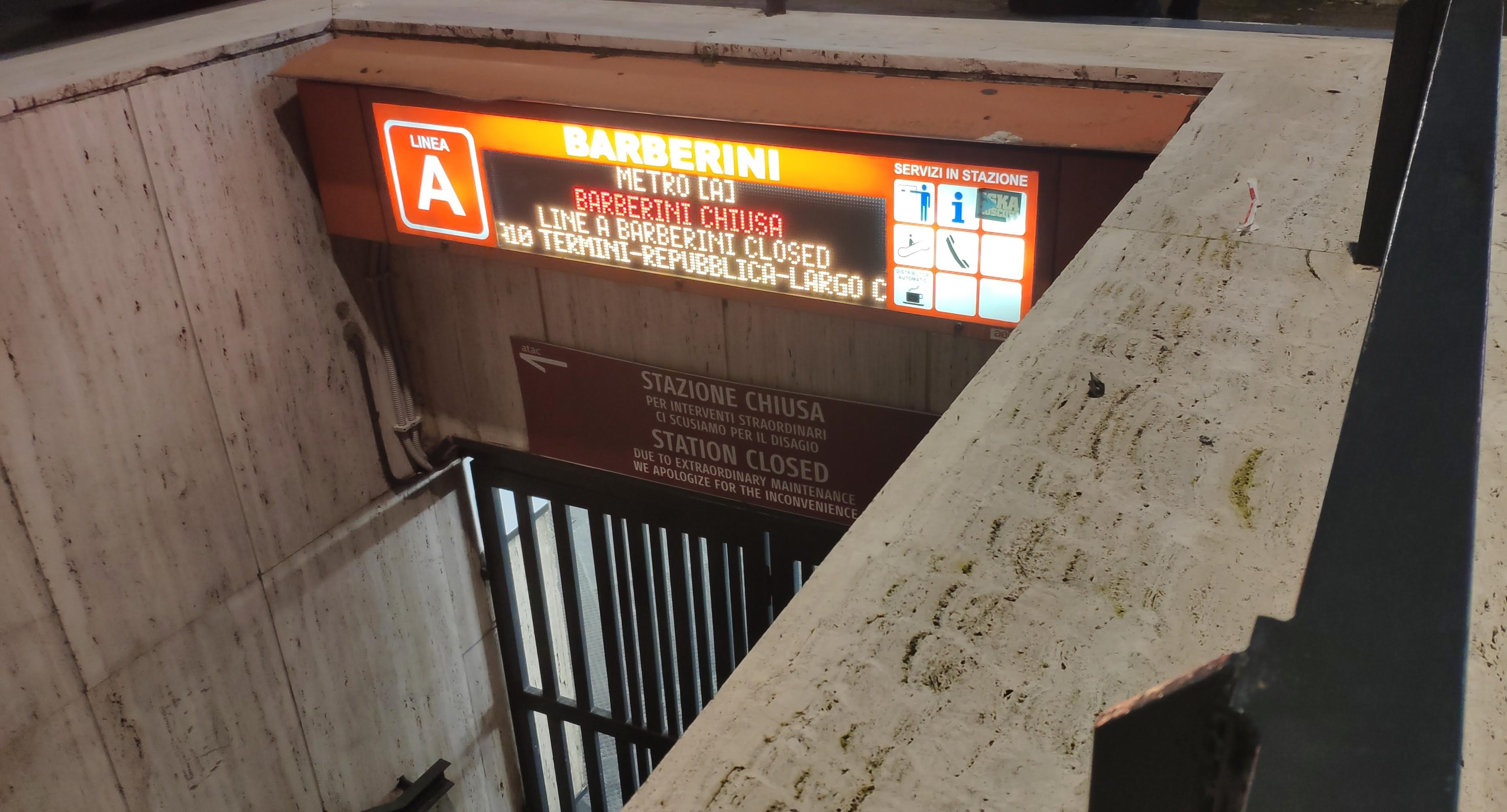
De ingang tijdens de sluiting in 2019

## Ligging en inrichting
De verdeelhal onder het Piazza Barberini werd gebouwd volgens de openbouwputmethode, de dieper gelegen perrons liggen in geboorde tunnels en zijn via roltrappen en liften met de verdeelhal verbonden. De toegangen bevinden zich voor de Barberini bioscoop en aan het begin van de Via Vittorio Veneto.  De verdeelhal zelf is opgesierd met mozaïeken van Heinz Mark en Graziano Marini die ze gemaakt hebben voor de ArteMetro-Romaprijs. Verder zijn de wanden van het station ondergronds afgwerkt met tufstenen panelen met oranje lijsten en witte letters. In de buurt van het station vele bezienswaardigheden te vinden. Zo is het metrostation het dichtstbijzijnde bij de, 600 meter westelijker gelegen, trevifontein hetgeen in 2000 door de toevoeging Fontana di Trevi onder aandacht is gebracht.